# Revelation (álbum de Third Day)
Revelation é o nono álbum de estúdio da banda Third Day, lançado a 29 de Julho de 2008.
O disco atingiu o nº 6 da Billboard 200, o nº 1 do Top Christian Albums e o nº 6 do Top Internet Albums.
| Críticas profissionais                                                      | Críticas profissionais |
| Avaliações da crítica                                                       | Avaliações da crítica  |
| Fonte                                                                       | Avaliação              |
| --------------------------------------------------------------------------- | ---------------------- |
| Allmusic                                                                    | [ 2 ]                  |
| Esta tabela precisa de ser acompanhada por texto em prosa. Consulte o guia. |                        |

## Faixas
1. "This Is Who I Am" - 2:33
2. "Slow Down" - 3:13
3. "Call My Name" - 4:07
4. "Run To You" featuring "Lacey Mosley" - da banda "Flyleaf" - 3:27
5. "Revelation" - 3:43
6. "Otherside" - 3:14
7. "Let Me Love You" - 3:08
8. "I Will Always Be True" - 3:13
9. "Born Again" featuring "Lacey Mosley" - da banda Flyleaf - 3:41
10. "Give Love" - 3:22
11. "Caught Up In Yourself" - 3:33
12. "Ready" - 3:20
13. "Take It All" - 3:27
14. "Shake" - 3:07